# Kimbiseoga wae geureolkka
Kimbiseoga wae geureolkka (김비서가 왜 그럴까?, lett. "Cos'ha la segretaria Kim?"; titolo internazionale What's Wrong with Secretary Kim?) è una serie televisiva sudcoreana trasmessa su tvN dal 6 giugno al 26 luglio 2018.

## Trama
La storia ruota attorno all'ambizioso vicepresidente di una grande società, Lee Young-joon, e alla sua segretaria molto capace, Kim Mi-so. Le incomprensioni nascono quando la donna annuncia che si licenzierà dopo aver lavorato per Lee Young-joon per nove anni.

## Personaggi
- Lee Young-joon/Lee Sung-hyun, interpretato da Park Seo-joon e Moon Woo-jin (da giovane)
- Kim Mi-so, interpretata da Park Min-young e Kim Ji-yoo (da giovane)
- Lee Sung-yeon, interpretato da Lee Tae-hwan e Bae Gang-yoo (da giovane)
- Presidente Lee, interpretato da Kim Byeong-ok e Go Se-won (da giovane)
- Signora Choi, interpretata da Kim Hye-ok e Lee Soo-kyung (da giovane)
- Kim Pil-nam, interpretata da Baek Eun-hye
- Kim Mal-hee, interpretata da Heo Sun-mi
- Kim Young-man, interpretato da Jo Deok-hyun
- Park Yoo-sik, interpretato da Kang Ki-young
- Go Gwi-nam, interpretato da Hwang Chan-sung
- Kim Ji-a, interpretata da Pyo Ye-jin
- Sul Ma-eum, interpretata da Kim Ye-won
- Bong Se-ra, interpretata da Hwang Bo-ra
- Jung Chi-in, interpretato da Lee Yoo-joon
- Lee Young-ok, interpretata da Lee Jung-min
- Park Joon-hwan, interpretato da Kim Jung-woon
- Yang Cheol, interpretato da Kang Hong-suk
- Internista, interpretato da Bae Hyun-sung

## Ascolti
| Episodio | Data di trasmissione | Dati AGB            | Dati AGB                   | Dati TNmS |
| Episodio | Data di trasmissione | A livello nazionale | Area metropolitana di Seul | Dati TNmS |
| -------- | -------------------- | ------------------- | -------------------------- | --------- |
| 1        | 6 giugno 2018        | 5,757%              | 6,446%                     | 6,3%      |
| 2        | 7 giugno 2018        | 5,403%              | 5,529%                     | 5,6%      |
| 3        | 13 giugno 2018       | 6,950%              | 8,252%                     | 8,3%      |
| 4        | 14 giugno 2018       | 6,379%              | 6,945%                     | 6,3%      |
| 5        | 20 giugno 2018       | 6,855%              | 7,500%                     | 7,0%      |
| 6        | 21 giugno 2018       | 7,687%              | 8,554%                     | 7,7%      |
| 7        | 27 giugno 2018       | 7,281%              | 8,201%                     | 8,5%      |
| 8        | 28 giugno 2018       | 8,120%              | 9,326%                     | 8,3%      |
| 9        | 4 luglio 2018        | 7,767%              | 9,428%                     | 8,8%      |
| 10       | 5 luglio 2018        | 8,403%              | 9,545%                     | 9,2%      |
| 11       | 11 luglio 2018       | 8,665%              | 10,565%                    | 10,6%     |
| 12       | 12 luglio 2018       | 8,393%              | 10,052%                    | 9,7%      |
| 13       | 18 luglio 2018       | 7,673%              | 8,717%                     | 8,7%      |
| 14       | 19 luglio 2018       | 8,100%              | 9,506%                     | 9,2%      |
| 15       | 25 luglio 2018       | 7,107%              | 7,725%                     | 8,0%      |
| 16       | 26 luglio 2018       | 8,602%              | 10,001%                    | 9,8%      |
| Media    | Media                | 7,446%              | 8,518%                     | 8,3%      |

## Colonna sonora
1. Love Virus – Kihyun (Monsta X) e SeolA (Cosmic Girls)
2. It's You – Jeong Se-woon
3. Wanna Be – GFriend
4. Just A Little Bit More (조금만 더) – Jinho (Pentagon)
5. Because I Only See You (그대만 보여서) – Kim Na-young
6. Why Am I Like This (왜 이럴까) – Lee Da-yeon
7. In The End (토로) – Yun Ddan Ddan
8. Words Being Said For The First Time (처음 하는 말) – Song Yuvin (Myteen)

## Riconoscimenti
| Anno | Premio             | Categoria                                                | Ricevente                               | Risultato       |
| ---- | ------------------ | -------------------------------------------------------- | --------------------------------------- | --------------- |
| 2018 | Korea Drama Awards | Premio alla massima eccellenza, attore                   | Park Seo-joon                           | Candidato/a     |
| 2018 | Korea Drama Awards | Premio all'eccellenza, attore                            | Hwang Chan-sung                         | Vincitore/trice |
| 2018 | Korea Drama Awards | Premio stella dell'Hallyu                                | Hwang Chan-sung                         | Vincitore/trice |
| 2018 | Korea Drama Awards | Premio personaggio popolare - donna                      | Pyo Ye-jin                              | Vincitore/trice |
| 2018 | Korea Drama Awards | Migliore colonna sonora originale                        | "Because I Only See You" (Kim Na-young) | Candidato/a     |
| 2018 | APAN Star Awards   | Premio alla massima eccellenza, attore in una miniserie  | Park Seo-joon                           | Vincitore/trice |
| 2018 | APAN Star Awards   | Premio alla massima eccellenza, attrice in una miniserie | Park Min-young                          | Candidato/a     |
| 2018 | APAN Star Awards   | Premio stella coreana, attore                            | Park Seo-joon                           | Candidato/a     |
| 2018 | APAN Star Awards   | Premio stella coreana, attrice                           | Park Min-young                          | Vincitore/trice |

## Distribuzioni internazionali
| Paese            | Canale/i          | Prima TV                         | Titolo adottato                     |
| ---------------- | ----------------- | -------------------------------- | ----------------------------------- |
| Sud-est asiatico | tvN Asia          | 7 giugno-27 luglio 2018          | What's Wrong with Secretary Kim     |
| Hong Kong        | Hong Kong Open TV | 29 ottobre-30 novembre 2018      | 金秘書為何那樣                      |
| Taiwan           | GTV Main Channel  | 28 dicembre 2018-5 febbraio 2019 | 金秘書為何那樣                      |
| Thailandia       | PPTV HD           | 5 settembre 2018-?               | รักมั้ยนะ เลขาคิม                       |
| Filippine        | ABS-CBN           | 24 settembre-9 novembre 2018     | What's Wrong with Secretary Kim     |
| Indonesia        | Trans TV          | 28 gennaio-15 febbraio 2019      | What's Wrong with Secretary Kim     |
| Cile             | ETC               | 27 maggio 2019-?                 | ¿Qué le ocurre a la secretaria Kim? |